# Paula Mollenhauer
Paula Mollenhauer (Amburgo, 22 dicembre 1908 – Amburgo, 7 luglio 1988) è stata una discobola tedesca.
Prese parte ai Giochi olimpici di Amsterdam 1928 posizionandosi al dodicesimo posto nel lancio del disco. Otto anni dopo partecipò ai Giochi olimpici di Berlino 1936, dove conquistò la medaglia di bronzo nella medesima specialità. Ai campionati europei del 1938 arrivò terza con la misura di 39,81 m.

## Palmarès
| Anno | Manifestazione  | Sede      | Evento           | Risultato | Prestazione | Note |
| ---- | --------------- | --------- | ---------------- | --------- | ----------- | ---- |
| 1928 | Giochi olimpici | Amsterdam | Lancio del disco | 12ª       | 30,94 m     |      |
| 1936 | Giochi olimpici | Berlino   | Lancio del disco | Bronzo    | 39,80 m     |      |
| 1938 | Europei         | Vienna    | Lancio del disco | Bronzo    | 39,81 m     |      |